# Ленинский (Новокузнецкий район)
Ле́нинский — посёлок в Новокузнецком районе Кемеровской области. Входит в состав Сосновского сельского поселения.

## География
Центральная часть населённого пункта расположена на высоте 392 м над уровнем моря.

## Население
| 2010 |
| ---- |
| 1    |

### Половой состав
По данным Всероссийской переписи населения 2010 года, в посёлке Ленинский проживала 1 женщина.